# 佐渡充高
佐渡 充高（さど みつたか、1957年10月28日 - ）はゴルフライター・評論家。

## 略歴・人物
- 高校時代からゴルフの造詣を深め、上智大学法学部時代にはゴルフ部に属していた。その後ゴルフへの造詣を更に高めるため、中日新聞東京本社に入社し、同新聞社発行のスポーツ新聞・東京中日スポーツのゴルフ記者を勤める。そのゴルフ記者時代にトム・ワトソンのキャディーを務めたことをきっかけに渡米。
- 1985年からアメリカ合衆国に渡りPGAツアーの取材を開始。その経験を生かし、NHK BS1で放送のPGAツアー中継の現地からの実況・解説を担当。多くのゴルフファンから自らのゴルフへの愛情と造詣の深さを最大限に発揮した解説で常にファンからの信頼を集めた。
- 2003年帰国後は日本でゴルフライター活動を展開し、また新聞・雑誌への記事掲載、講演活動など多数